# Adeline Oppenheim Guimard
Pour les articles homonymes, voir Oppenheim (homonymie).
Adeline Oppenheim Guimard (New York, 1er octobre 1872 – Orangetown, État de New York, 26 octobre 1965) est une peintre américaine, connue surtout pour ses portraits à la gouache et crayons de couleur.

## Biographie

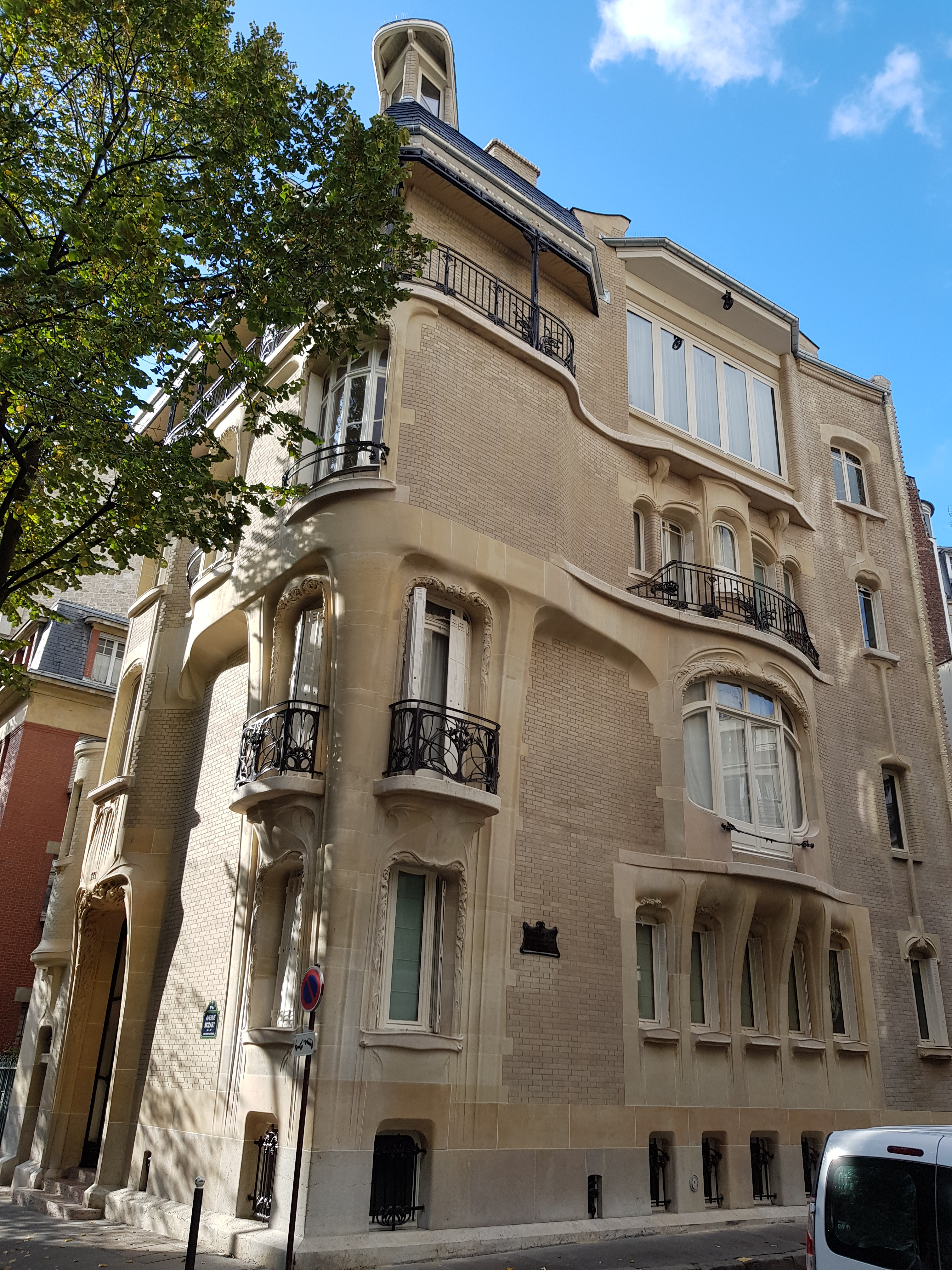
L’hôtel Guimard, 122, avenue Mozart, Paris.

Formée à Paris, elle est l'élève d'Albert Maignan, qui, notamment, intégrera son œuvre Romeo and Juliet dans son livre Women Painters of the World (1905).
En 1909, elle épouse l'architecte et styliste Hector Guimard. Le couple s'installe à l'hôtel Guimard, au 122, avenue Mozart (Paris).
En 1938, redoutant l'imminence d'une guerre — Adeline est d'origine juive américaine —, ils s'installent à New York, où Hector Guimard décède en 1942. Adeline passera plusieurs années à réunir ses œuvres pour les offrir à divers musées ainsi qu'à la New York Library.
Elle est inhumée aux côtés de son mari au Heaven Cemetery d'Orangetown, dans l'État de New York.

## Œuvre

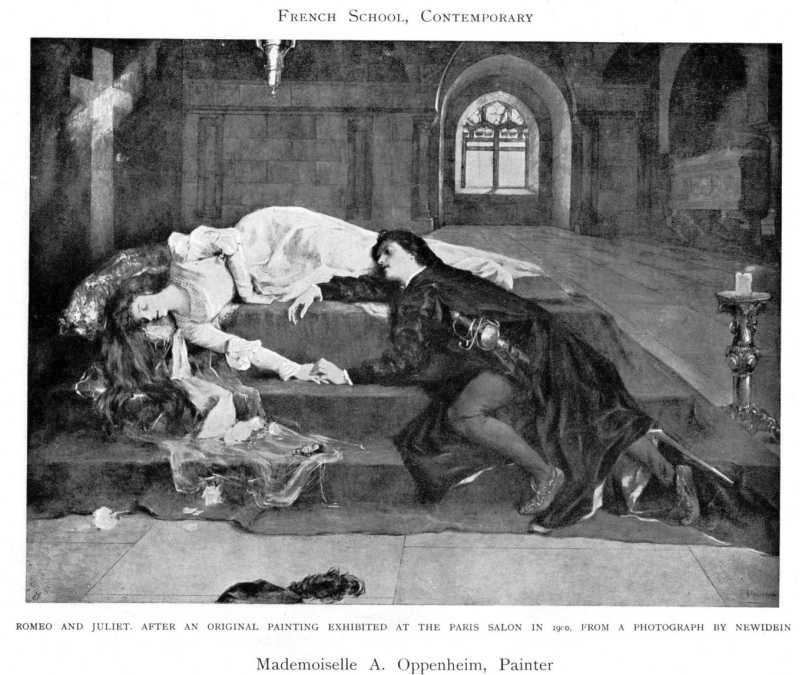
Romeo and Juliet (1900).
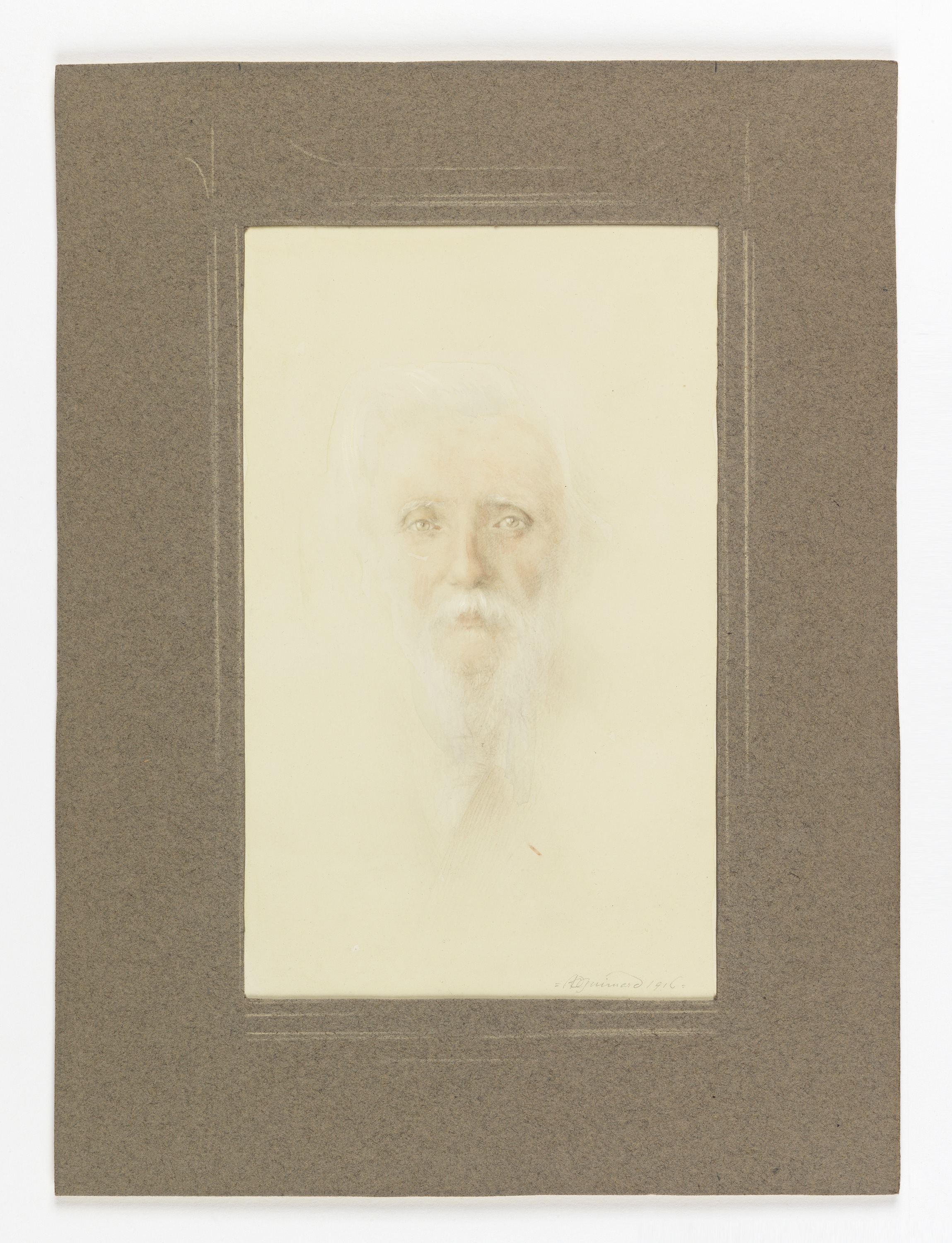
Portrait d'un homme avec barbe et cheveux blancs regardant le spectateur (1916).